# Gilbert Heathcote (1er baron Aveland)
Gilbert John Heathcote, 1er baron Aveland (16 janvier 1795-6 septembre 1867), connu sous le nom de Gilbert John Heathcote, 5e baronnet de 1851 à 1856, de Stocken Hall, Rutland, est un pair britannique et un homme politique whig.

## Jeunesse
Né à Normanton Hall, il est le fils aîné de Gilbert Heathcote (4e baronnet) et de sa première épouse Katherine Sophia Manners, quatrième fille de John Manners (homme politique). Il fait ses études à la Westminster School et au Trinity College de Cambridge. En 1851, il succède à son père comme baronnet et hérite de ses grandes propriétés de Rutland.

## Carrière
En 1820, il est élu au Parlement pour Boston, siège qu'il occupe jusqu'en 1830, puis de 1831 à 1832. Il représente plus tard le Lincolnshire South de 1832 à 1841 et Rutland de 1841 à 1856. Olney le décrit comme «tiède en politique», les «libéraux du Lincolnshire du Sud [trouvant] difficile de faire quoi que ce soit avec lui, mais tout aussi difficile d'agir sans lui». En 1856, Heathcote est élevé à la pairie sous le titre de baron Aveland, d'Aveland dans le comté de Lincoln. Ayant été auparavant lieutenant adjoint pour le Lancashire et le Rutland, il sert plus tard comme Lord Lieutenant du Lincolnshire de 1862 à 1867. En 1866, il exprime son opposition à la Reform Act adoptée en 1867 et destinée à élargir le droit de vote. Heathcote est nommé colonel honoraire de la milice du sud de Lincoln en 1857.

## Famille
Il épouse Clementina Drummond-Willoughby, 24e baronne Willoughby de Eresby, fille aînée de Peter Drummond-Burrell (22e baron Willoughby de Eresby), en 1827. Heathcote meurt en septembre 1867, âgé de 72 ans, et est remplacé par son fils Gilbert Heathcote-Drummond-Willoughby (1er comte d'Ancaster), qui succède plus tard également à sa mère dans la baronnie de Willoughby de Eresby en 1888 et est créé comte d'Ancaster en 1892 .